# سن پیترو دی موروبیو
سن پیترو دی موروبیو (به ایتالیایی: San Pietro di Morubio) یک کومونه در ایتالیا است که در استان ورونا واقع شده‌است.

## خصوصیات
سن پیترو دی موروبیو ۱۶٫۰ کیلومترمربع مساحت و ۲٬۸۲۸ نفر جمعیت دارد و ۱۹ متر بالاتر از سطح دریا واقع شده‌است.